# Coat Corporation

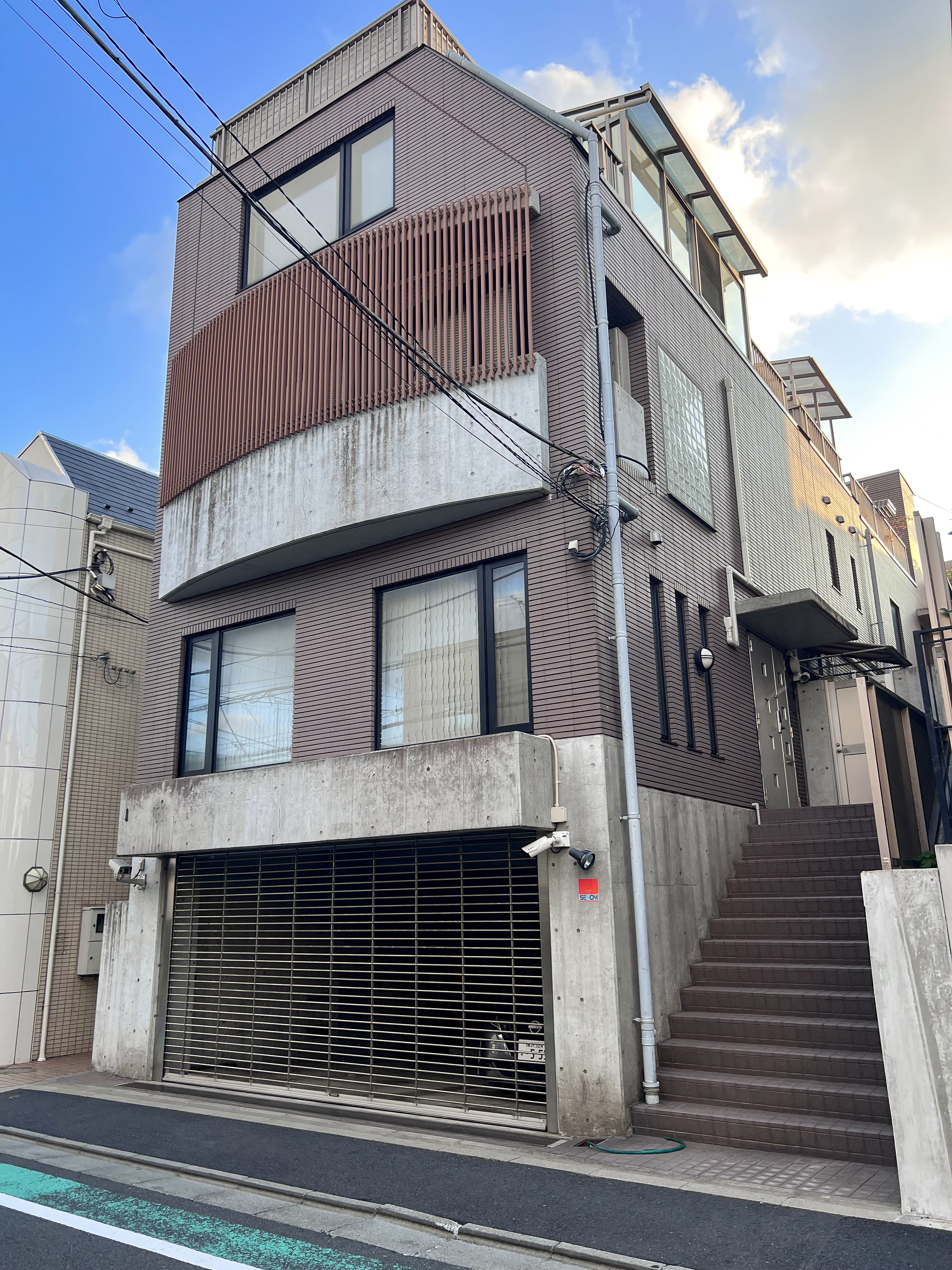
Coat First Stage

Coat Corporation Co. Ltd (株式会社コートコーポレーション Kabushiki gaisha Kōto Kōporēshon) là công ty sản xuất video khiêu dâm đồng tính nam của Nhật Bản được thành lập vào năm 1993. Trụ sở chính là Coat First Sage (コートファーストステージ) ở Shimokitazawa, Setagaya, Tokyo và được biết đến với biệt danh biệt thự của dã thú (野獣邸, Yajū-tei) trên internet Nhật Bản.